# Michel Sardou
Michel Sardou escucharⓘ (nacido el 26 de enero de 1947, en París) es un famoso cantante francés, que también actuó en películas y en obras de teatro. Es hijo de dos famosos actores franceses: Fernand y Jackie Sardou. 

## Biografía
Michel Charles Sardou nació en París en 1947 en el seno de una familia de artistas. Es el hijo de los actores de teatro Fernand y Jackie Sardou, y es a la vez heredero de una gran tradición artística, ya que su abuelo era Valentin Sardou, también actor de teatro y humorista en Marsella, y que su abuela era una bailarina famosa . Así pasó gran parte de su infancia en los cabarets de la capital francesa y siguiendo sus padres durante las giras de estos. A consecuencia de tal inestabilidad sus estudios escolares no fueron nada buenos y así Sardou detuvo temprano su escolaridad.
Fue en 1965 con Le Madras, canción escrita con Michel Fugain y Patrice Laffont que Michel Sardou emprendió su carrera de cantante. Con todo no conoció éxito.
Su notoriedad creció duro cuando, en 1967, el cantante sacó la canción Las Ricains en un clima de antiamericanismo latente consecuencia sobre todo de la guerra de Vietnam, recordando a él la deuda del estado francés con los estadounidenses en consecuencia de la liberación del país en 1944. la canción fue censurada y desaconsejada en los medios de comunicación por el gobierno francés, dirigido entonces por el general de Gaulle, opuesto frontalmente a la política de Estados Unidos.
Después de un debut difícil en Barclay Records, Sardou comenzó una notoriedad en 1967 con Les Ricains, especialmente cuando la censura que golpea la canción le llama la atención. Sin embargo, no fue hasta principios de la década de 1970 que su carrera tuvo un segundo comienzo real.
Luego continúa con éxito y se convierte en unos pocos años en uno de los artistas más apreciados del público. Si desde la década de 1990 los tubos son menos, su popularidad se mantiene intacta y, a menudo establece los registros de asistencia durante sus giras y conciertos en París. Desde finales de la década de 2000, ha estado dando cada vez más espacio a sus actividades de actuación.
Michel Sardou desarrolla a lo largo de su carrera una identidad artística singular, debido a la gran diversidad de temas tratados en sus canciones. Aunque rechaza el término "cantante comprometido", las muchas miradas que ha lanzado sobre la sociedad han dividido a la clase de medios y a los comentaristas una y otra vez, lo que generó controversia en la década de 1970 y provocó la ira de numerosas asociaciones, politizadas o no, y principalmente del Movimiento de Liberación de la Mujer (FML).
Controversias que, sin embargo, nunca han afectado su éxito. En su carrera de 50 años, ha grabado 26 álbumes de estudio y 18 álbumes en vivo, reuniendo un total de más de 350 canciones y recibiendo cuatro Victoires de la musique. 
Michel Sardou ha vendido más de 100 millones de discos, convirtiéndolo en uno de los cantantes franceses más exitosos de todos los tiempos.
Aunque sea poco conocido fuera de sus fronteras, es uno de los más populares cantantes en Francia, con muchos años de carrera, puesto que lleva cantando desde 1965. Es uno de los pocos artistas de su país, con Johnny Hallyday, Francis Cabrel o Jean-Jacques Goldman, que vende más de un millón de discos cada vez que sale un nuevo álbum.

## Discografía

### Sencillos
- Les Ricains (1967) [Criticar el antiamericanismo de De Gaulle]
- Le centre du monde (1968) [Homenaje al padre: "Fernand me disait ..."]
- América, América (1969)
- Monsieur le Président de France (1969) [crítica renovada del antiamericanismo de De Gaulle]
- J'habite en France (1970)
- Mourir de Plaisir (1970)
- La Neige (1970) [La nieve sobre Varsovia en la Segunda Guerra Mundial]
- La corrida n'aura pas lieu (1971) [sobre las corridas de toros]
- Le rire du sergent (1971)
- Bonsoir Clara (1972)
- Le surveillant général (1973)
- Danton (1973) [glorificación del revolucionario supuestamente no radical, no cubierto por los hechos históricos]
- La enfermedad de amor (1973)
- La marche en avant (1973) [sobre la inutilidad de la guerra]
- Le curé (1973) [el sacerdote que no puede casarse]
- Les vieux maries (1973)
- Les villes de soleitude (1973) [contra un futuro totalmente burocratizado en el que las personas son solo números anónimos]
- Une fille aux yeux clairs (1974) [Homenaje a la madre]
- Unaccident (1975)
- Le France (1975) [sobre el desmantelamiento del trasatlántico francés Francia]
- La Vieille (1976)
- J'accuse (1976) [contra la destrucción del medio ambiente]
- Je vais t'aimer (1976)
- Je suis pour (1976) [por la pena de muerte - desde la perspectiva del padre desesperado cuyo hijo fue asesinado]
- Le temps des colonies (1976) [Persistencia en el colonialismo]
- Comme d'habitude (1977) [conocido como "My Way" en inglés; la versión francesa es original de Claude François]
- La java de Broadway (1977)
- 6 mil millones, 900 millones, 980 mille (1978) [sobre la disminución de la tasa de natalidad en Francia]
- En enchantment (1978)
- Je vole (1978) [sobre el suicidio de un niño] [1]
- Verdun (1979) [sin canción de reconciliación]
- Unetre une femme (1981)
- Les lacs du Connemara (1981) [sobre la lucha por la libertad de los irlandeses contra Inglaterra]
- Música (1981)
- Afrique adieu (1982)
- Vladimir Ilitch (1983) [Canción sobre Lenin]
- Les deux écoles (1984)
- Musulmanes (1987) [sobre la ocultación de mujeres]
- Marie-Jeanne (1990)
- Le bac G (1992)
- Salut (1997)
- Français (2000)
- Loin (2004)
- Allons danser (2006)
- Unetre une femme 2010 (2010)

### Álbumes de estudio
- 1970 : Les bals populaires  (J'habite en France, Et mourir de plaisir...)
- 1972 : Danton (Le surveillant général, Un enfant de toi...)
- 1973 : La maladie d'amour (Les villes de solitude, Les vieux mariés, Le curé...)
- 1976 : La vieille  (Le France, J'accuse, Je vais t'aimer, Le temps des colonies...)
- 1977 : La java de Broadway  (Comme d'habitude, Dix ans plus tôt...)
- 1978 : Je vole (En chantant, 8 jours à El paso...)
- 1979 : Verdun (Je ne suis pas mort je dors...)
- 1980 : Victoria (La génération Loving you, Si j'étais...)
- 1981 : Les lacs du Connemara (Être une femme, Musica, L'autre femme...)
- 1982 : Afrique adieu (Il était là, Vivant...)
- 1983 : Vladimir Illitch (Les yeux d'un animal, L'an mil...)
- 1984 : Io domenico (Les deux écoles, Rouge...)
- 1985 : Chanteur de Jazz (1965, Une lettre à ma femme...)
- 1987 : Musulmanes (L'acteur, Féminin comme...)
- 1988 : La même eau qui coule (Vincent, Le successeur...)
- 1990 : Le privilège  (Marie-Jeanne, L'award, Au nom du père...)
- 1992 : Le Bac G (Le Grand réveil, 55 jours 55 nuits...)
- 1994 : Selon que vous serez,etc. (Putain de temps, Déjà vu...)
- 1997 : Salut (Mon dernier rêve, S'enfuir et après...)
- 2000 : Français (Cette chanson-là, Corsica, L'avenir c'est toujours pour demain...)
- 2004 : Du plaisir (Loin, Non merci, Je n'oublie pas, La rivière de notre enfance...)

### Compilaciones
- 1980 : 20 chansons d'or
- 1984 : 20 chansons d'or, volume 2
- 1984 : Sardou, ses plus grandes chansons
- 1986 : Sardou, ses plus grandes chansons (volume 2)
- 1988 : Regards
- 1989 : Les Grandes Chansons
- 1989 : Intégrale 1989
- 1993 : Les Années Barclay
- 1994 : Intégrale 1966 - 1994
- 1995 : Intégrale 1965 - 1995
- 1996 : Les Grands Moments
- 2000 : Raconte une histoire (enregistrements originaux des premières chansons parues chez Barclay de 1965 à 1967)
- 2003 : MS
- 2004 : Anthologie
- 2005 : Michel Sardou
- 2007 : L'Intégrale Sardou
- 2007 : Les 100 plus belles chansons
- 2008 : Les 50 plus belles chansons (réédition avec une autre photo)
- 2009 : Les N°1 de Michel Sardou
- 2009 : Master Series
- 2009 : Master Series, volume 2
- 2012 : Les Grands Moments
- 2014 : Michel Sardou - La Collection officielle
- 2017 : Les Géants de la chanson - La Collection officielle
- 2017 : Mes premières et mes dernières danses - Intégrale des enregistrements studio 1965 - 2012

### Videografía
- 1968 : Les Filles d'aujourd'hui
- 1970 : Les Bals populaires
- 1987 : Musulmanes
- 1988 : Tous les bateaux s'envolent
- 1988 : La même eau qui coule
- 1989 : Attention les enfants... danger
- 1990 : Marie-Jeanne
- 1990 : Le Privilège
- 1991 : Le Vétéran
- 1992 : Le Bac G
- 1992 : Le Cinéma d'Audiard
- 2000 : Cette chanson-là
- 2004 : Loin
- 2004 : Non merci
- 2004 : La Rivière de notre enfance
- 2006 : Beethoven
- 2007 : Allons danser
- 2010 : Être une femme 2010
- 2010 : Voler